# Pôle démocratique moderniste
Le Pôle démocratique moderniste (arabe : القطب الديمقراطي الحداثي), PDM ou Al Qotb est une coalition politique tunisienne mise en place pour les élections de l'assemblée constituante du 23 octobre 2011.
Elle regroupe quatre partis — mouvement Ettajdid, Parti socialiste de gauche, Voie du Centre et Parti républicain — et cinq initiatives citoyennes. Ahmed Brahim en est la figure principale.
Le bloc est fondé le 31 mai 2011 par Riadh Ben Fadhel et Mustapha Ben Ahmed. Le 7 septembre, il annonce ses listes de candidats en vue de l'élection de l'assemblée constituante ; celles-ci, présentes dans les 33 circonscriptions en Tunisie et à l'étranger, sont respectivement dirigées par seize femmes et 17 hommes. La coalition remporte finalement cinq des 217 sièges à pourvoir, occupés par Ahmed Brahim, Samir Taïeb, Fadhel Moussa, Salma Baccar et Nadia Chaabane.
Le 4 décembre, l'alliance électorale déclare se transformer en « front politique ouvert » apte à accueillir ceux demandant à y adhérer directement et s'inscrivant « dans un processus de construction d'un parti démocratique unifié ».
L'alliance électorale prend fin de facto avec la fusion du Parti républicain avec le Parti démocrate progressiste et Afek Tounes au sein d'Al Joumhouri et celle du mouvement Ettajdid avec le Parti du travail tunisien au sein de la Voie démocratique et sociale. Ce dernier parti et le Parti socialiste sont toutefois membres d'une même coalition électorale, l'Union pour la Tunisie.

## Composantes du pôle
Quatre partis :
- le mouvement Ettajdid ;
- le Parti socialiste de gauche ;
- la Voie du Centre ;
- le Parti républicain[4].

Cinq initiatives d'indépendants :
- Collectif national des indépendant(e)s du pôle ;
- Initiative citoyenne ;
- Ligue des indépendants progressistes ;
- Assez de divisions, allons de l'avant ! ;
- Appel pour un pôle démocratique, social et culturel.

## Résultats électoraux
| Année     | Voix                  | %                     | Rang                  | Sièges                | Gouvernements         |
| --------- | --------------------- | --------------------- | --------------------- | --------------------- | --------------------- |
| 2011 AC   | 113 005               | 2,79 %                | 7e                    | 5 / 217               | Opposition            |
| 2022-2023 | Boycott de l'élection | Boycott de l'élection | Boycott de l'élection | Boycott de l'élection | Boycott de l'élection |